# Alexandre de Hollain

Wapen van de familie de Hollain

Alexandre Benoît de Hollain (Doornik, 16 januari 1787 - Sint-Jans-Molenbeek, 21 oktober 1859) was een Belgisch edelman.

## Levensloop
De Hollain diende in het keizerlijk Frans leger en werd vervolgens kapitein bij de rijkswacht. Hij was een zoon van Leonard de Hollain, onder het ancien régime heer van Moncheau, Beaulieu, Saint-Genois, Flandre en van Adrienne de Nave. In 1857 werd hij erkend in de erfelijke adel, op het vermoeden dat zijn voorvaders gedurende verschillende generaties tot de adel behoorden.

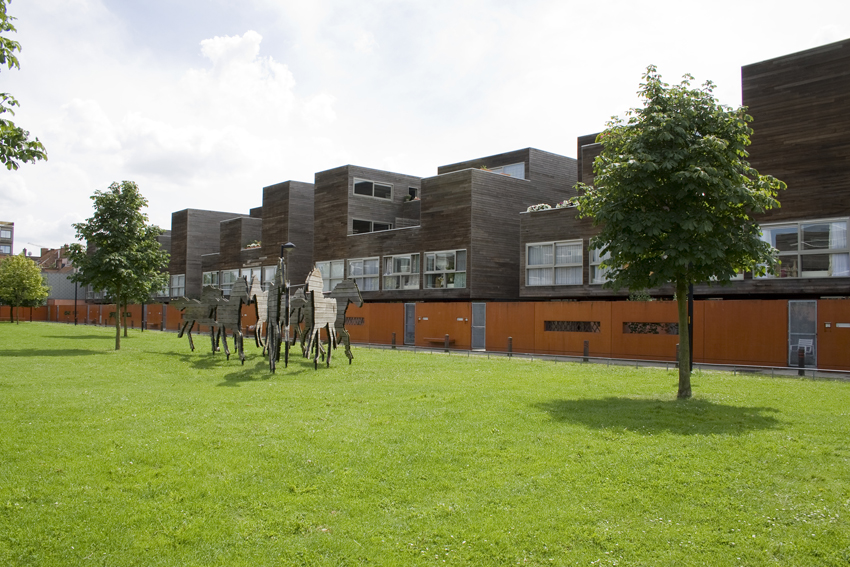
Woningen en herinneringsmonument op de gronden van de vroegere kazerne de Hollain

## Nageslacht
Hij trouwde in 1816 in Ronse met Colette D'Haese (1796-1869) en ze kregen tien kinderen, onder wie:
- Edouard de Hollain (1817-1809), kapitein, trouwde met Elisabeth Deusen. Met afstammelingen tot heden.
- Felix de Hollain (1819-1886), ontvanger van belastingen, trouwde met Celestine Rancheneur. Met afstammelingen tot heden.
- Emile de Hollain (1830-1909), luitenant-kolonel bij de rijkswacht, trouwde met Louise Frison (1826-1879), dochter van Auguste Frison, en in tweede huwelijk met Marie-Thérèse Houba (1842-1912).
- Alphonse de Hollain (1835-1916), luitenant-kolonel bij de artillerie, trouwde met Léontine Holvoet.
- Leon de Hollain (1838-1907), hoofdinspecteur bij de Burgerlijke Godshuizen in Brussel, trouwde met Marceline Stevens (1848-1917).
- Arthur de Hollain (1841-1910), luitenant-generaal, trouwde met Hélène Vanherberghen (1847-1909). Met afstammelingen tot heden.
  - Alphonse-Alexandre de Hollain (1873-1914), trouwde in 1900 met Alice Van Daele (1882-1963), kleindochter van de Ieperse stadsarchivaris Jules Cordonnier. Hij werd kapitein-commandant bij de cavalerie en sneuvelde in de eerste dagen van de Eerste Wereldoorlog, op 18 augustus 1914, in Sint-Margriete-Houtem tijdens de Slag bij Sint-Margriete-Houtem, als commandant van een batterij artillerie. Hij werd geëerd als een held en de kazerne de Hollain in de Brusselsepoortstraat in Gent werd naar hem genoemd. Na de verdwijning van de kazerne werd in de jaren 1990-99 een sociaal woonproject gerealiseerd, naar een ontwerp van de Nederlandse architect Willem Jan Neutelings. Het kreeg de naam Alphonse de Hollainhof. Alphonse de Hollain ligt begraven op het stedelijk kerkhof van Ieper. Met afstammelingen tot heden, via zijn dochter Alice de Hollain (1907-1998), die trouwde met René Rodeyns (1904-1972).